# St. Dionysius (Sandebeck)

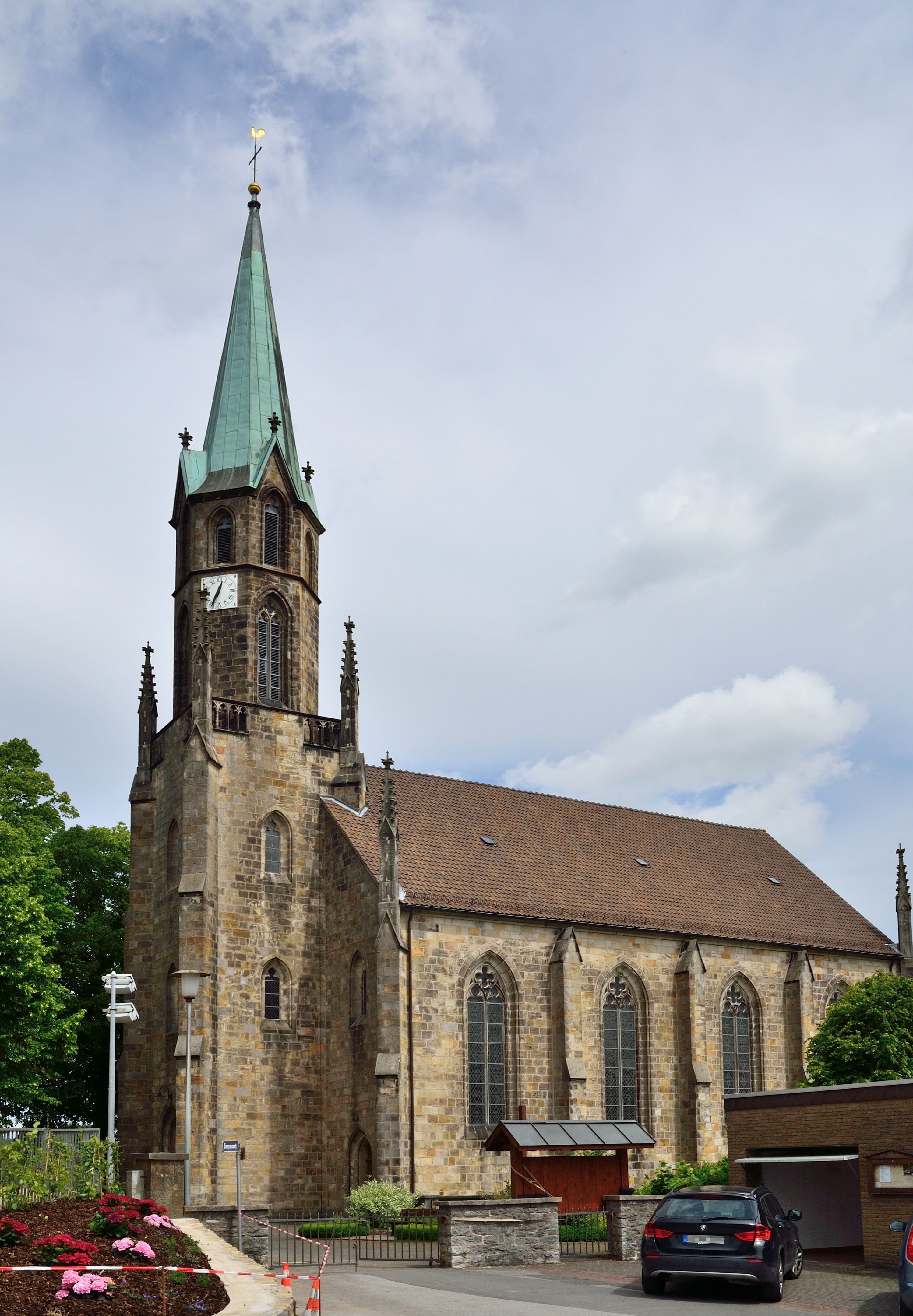
St. Dionysius

St. Dionysius ist eine denkmalgeschützte Pfarrkirche im Steinheimer Ortsteil Sandebeck. Die in den Jahren 1858 bis 1861 erbaute Kirche gehört zum Dekanat Höxter im Erzbistum Paderborn.

## Geschichte und Architektur

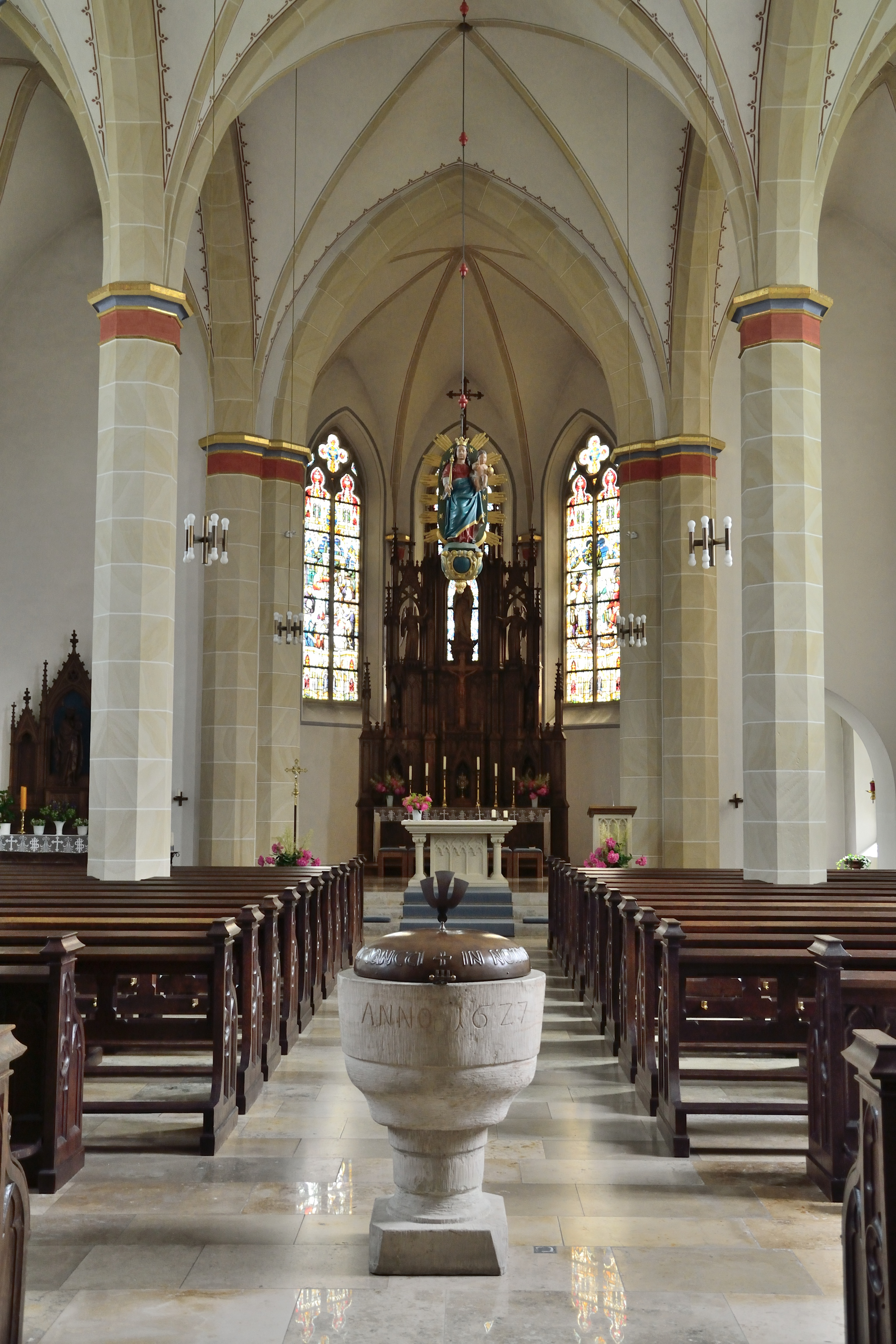
Langhaus und Altarraum

Die Kirche wurde als Nachfolgebau der von 1555 bis 1840 genutzten Kirche erbaut. Das Fundament entstand im Herbst 1858, die Grundsteinlegung erfolgte am 19. Mai 1859, am 16. Mai 1861 fand die erste heilige Messe mit Pfarrer Eickhoff statt. Erst sechs Jahre später, am 13. Mai 1867, wurde die Kirche durch Bischof Conrad Martin konsekriert.
St. Dionysius ist eine im neugotischen Stil erbaute dreischiffige Hallenkirche. Das Langhaus hat die Abmessungen 24,6 m * 15 m, der im Osten anschließende Altarraum ist 7,4 m lang und 6,5 m breit. An der Westseite erhebt sich der kupfergedeckte Kirchturm mit einer Höhe von 48 Metern.

## Ausstattung
In der Kirche befinden sich zahlreiche Ausstattungsgegenstände aus der Vorgängerkirche, so zum Beispiel ein Opferstock von 1588, das Weihwasserbecken von 1620 und das Taufbecken von 1627. Der Marienaltar wurde am 20. August 1893 geweiht. Die heutige Orgel entstand in den Jahren 1971 bis 1973.
Für die im Zweiten Weltkrieg eingeschmolzenen Glocken wurden nach Kriegsende drei neue Gussstahlglocken gegossen. Sie tragen die Namen Dionysius (805 kg), Jesus Christus (495 kg) und Maria (350 kg).